# Бурштин Сергій Юхимович
Сергій Юхимович Бурштин (14 (26) вересня 1869 — 27 червня 1933) — російський дворянин шведського походження, військовий медик. Після Першої світової війни один з організаторів військово-медичного забезпечення окупайціної Червоної Армії Росії, начальник санітарної частини армій так званих «Збройних сил України та Криму» у складі большевицьких військ та пізніше воєнно-санітарного управління окупаційного Українського військового округу СССР.
У подальшому викладач Військово-медичної академії РСЧА. Професор. Автор понад 30 праць з питань воєнно-медичної адміністрації, підготовки і удосконалення військових лікарів, професійному відбору військових кадрів, організації наукової роботи воєнних лікарів та ін.

## Життєпис
Народився 14 (26) вересня 1869 року в місті Тавастгус як позашлюбний син уродженки Фінлядії Адольфіни Тернрус, був названий Адольфом. У 1879 році всиновлений поручником 90-го піхотного Онезьзького полку Юхимом Еладійовичем Бурштином з усіма правами і перевагами, наданими «Височайшим» велінням від 17 лютого 1876 року особам, усиновленим особисто дворянами. Сповідання всиновленого — євангелічно-лютеранське, проте у 1880 році «внаслідок виявленого ним рішучого бажання…» приєднаний до православної церкви з наріканням йому імені Сергія.
У 1888 році С. Ю. Бурштин закінчив повний курс у Ревельській гімназії і 24 червня 1888 року вступив до Імператорської військово-медичної академії яку закінчив 3 грудня 1893 року зі ступенем лікаря. За використання під час навчання стипендії морського відомства зобов'язаний був прослужити чотири роки і дев'ять місяців. Наказом по військовому відомству направлений на службу в 25-й Смоленський полк молодшим лікарем.
В 1898 році підвищений до колезького асесора.
З 4 грудня 1900 року на посаді молодшого лікаря Ізмайловської військової богадільні Імператора Миколи І. До цього часу вже у чині колезького радника, отримав спеціальність по внутрішнім хворобам.
Брав участь у російсько-японській війні.
Після 1905 року відомостей про діяльність Сергія Бурштина мало. Відомо що в армії займав посаду головного лікаря шпиталю, а в 1907 році звільнився з військової служби і працював земським лікарем. Останній його чин отриманий при службі в Імператорській армії — статський радник.
Із початком Першої світової війни знову був призваний до армії. З 1914 по 1917 рік — військовий лікар. Брав активну участь у політичних подіях у Петрограді у дні Лютневої та Жовтневої революцій:
- член і товариш голови солдатського комітету;
- голова виконавчого комітету Петроградського окружного відділу союзу лікарів армії і флоту;
- товариш голови ради Петроградського округу.

Вступив у Червону гвардію та пізніше до Червоної армії з перших днів її створення. Займався організацією медичної допомоги солдатам та робочим, які боролись з Корніловським заколотом, а в дні Жовтневої революції — червоногвардійцям, що подавили виступ юнкерів.
У березні 1918 року в Петрограді почав формуватися штаб північної ділянки і Петроградського району, що невдовзі став Північним фронтом. Сергій Бурштин став начальником евакуаційного відділу штабу, пізніше — начальник санітарного відділу фронту.
З формуванням у грудні 1920 року Збройних сил України та Криму С. Ю. Бурштин призначений начальник санітарної частини армій, а 2 червня 1922 року вже займав посаду військово-санітарного управління Українського військового округу. Одночасно, знаходив час і для громадської діяльності, у якостях: члена колегії Наркомздоров'я УСРР, голови санітарно-профілактичної секції Харківської міської ради і діяча ЦК Українського Червоного Хреста. Також С. Ю. Бурштин організував і очолював санітарну секцію військово-наукового товариства Українського військового округу та видавав «Воєнно-санітарний збірник Українського військового округу» (перший збірник вийшов у 1924 році, всього було п'ять номерів видання).
На початку 1926 року Сергій Бурштин призначений помічником начальника Військово-медичної академії РСЧА. Також, викладав предмет «Воєнно-санітарна адміністрація».
З жовтня 1929 року Сергій Бурштин зачислений у розпорядження Воєнно-санітарного управління РСЧА. З січня 1931 року призначений начальником курсів удосконалення при Військово-медичної академії РСЧА.
Наказом Реввоєнради СРСР № 114 від 14 травня 1933 року йому присвоєна дванадцята (м-12) категорія медичного складу.
Помер 27 червня 1933 року на 65-му році життя.

## Нагороди та відзнаки
- Орден Трудового Червоного Прапора УСРР (травень 1928 року)

## Родина
Названий батько — Юхим Еладійович Бурштин, православний. Народився 24 грудня 1938 року у родині міщан Люблінської губернії. Закінчив курс наук у Гельсинфорському піхотному юнкерському училищі по 1-му розряду. 7 червня 1856 року почав службу у Київському батальйоні військових кантоністів молодшим каноніром в 3-й батареї учбової артилерійської бригади. У 1858 році — старший канонір, у 1859 році — бомбардир в Гренадерській парковій артилерійській бригаді, в 1861—1863 рр. — феєрверкер 4-го, опісля 3-го класу, у 1865—1867 роках — молодший, пізніше старший лабораторний підмайстер. У 1869 році переведений в Гельсінгфорське піхотне юнкерське училище юнкером, у 1871 році — в Онезький 90-й піхотний полк прапорщиком, пізніше став підпоручником, завідувачем полковим лазаретом (1877 р.). За службу нагороджений ордена Святого Станіслава 3-го ступеню (1877 р.). У 1879 році здав полковий лазарет і був призначений командувачем 2-ю ротою, переведений у штабс-капітани. У подальшому призначений «командувачем» 7-ю ротою, вибирався членом полкового суду (1884 р.). У 1887 році підвищений у званні до капітана. З послужного списку також відомо, що Ю. Бурштин у 1863—1864 роках знаходився у складі військ Віленського військового округу під час польського повстання, за що нагороджений бронзовою медаллю.
Дружина — Зинаїда Данилівна, дочка лікаря Фрідберга. На час складання послужного списку (жовтень 1899 р.) С. Ю. Бурштин з нею мав двох дітей — дочку Клавдію (нар. 1891) та сина Бориса (нар. 1893).